# التوافق (تصنيع)

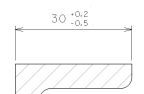

في مجال الميكانيكا الدقيقة، تشير كلمة التوافق إلى درجة «الانحلال» التي من خلالها يتم إدخال عمود في فتحة.
وترتبط هذه القارنة بالتحمل أو الخلوص المسموح به لأبعاد كلا الجزأين. وينبغي أن يكون للعمود والفتحة قطر متشابه، وإلا فلن يتحقق الضبط بشكل صحيح. ومع وضع ذلك في الاعتبار، تم توحيد معايير المقاييس عالميًا طبقًا لقواعد المنظمة الدولية للمعايير لضمان قابلية التبادل للعناصر وإنتاجها على نطاق واسع.
يتم تحديد قيم الخلوص المسموح به بحروف كبيرة في الفتحات وحروف صغيرة في الأعمدة. وكلما كانت القيمة أقل، كلما كانت تكلفة التشغيل الآلي أعلى، حيث إن القيمة الأقل تستلزم دقة أكبر.